# Liste der Einträge im National Register of Historic Places im Dubuque County

Lage des Dubuque County in Iowa

Die Liste der Einträge im National Register of Historic Places im Dubuque County in Iowa führt alle 71 Bauwerke und historischen Stätten im Dubuque County auf, die in das National Register of Historic Places aufgenommen wurden.
| NRHP | Historic Place             |
| HD   | Historic District          |
| NHL  | National Historic Landmark |

| Lfd. Nr. | Name im NRHP                                                        | Bild | Jahr der Eintragung | Adresse / Lage | Ort                    | NRHP-ID  |
| -------- | ------------------------------------------------------------------- | ---- | ------------------- | --- | ---------------------- | -------- |
| 1        | Allen House                                                         |      | 1975                | 515 1st Avenue West 42° 29′ 3″ N, 91° 7′ 50″ W | Dyersville             | 75000686 |
| 2        | Andrew-Ryan House                                                   |      | 1985                | 1375 Locust 42° 30′ 17″ N, 90° 40′ 16″ W | Dubuque                | 85000720 |
| 3        | Basilica of St. Francis Xavier                                      |      | 1999                | 114 2nd Street, SW 42° 29′ 4″ N, 91° 7′ 33″ W | Dyersville             | 99001205 |
| 4        | John Bell Block                                                     |      | 2002                | 1307-07 Central Avenue 42° 30′ 21″ N, 90° 39′ 59″ W | Dubuque                | 02001540 |
| 5        | Bishop’s Block                                                      |      | 1994                | 90 West Main Street 42° 29′ 40″ N, 90° 39′ 49″ W | Dubuque                | 94000477 |
| 6        | Carnegie-Stout Public Library                                       |      | 1975                | 11th Street Ecke Bluff Street 42° 30′ 9″ N, 90° 40′ 12″ W | Dubuque                | 75000684 |
| 7        | Cathedral Historic District                                         |      | 1985                | Umgrenzt durch Bluff Stree4t, West 7th Street, Locust Street und Jones Street 42° 29′ 48″ N, 90° 40′ 6″ W | Dubuque                | 85002501 |
| 8        | Central High School                                                 |      | 1987                | 1500 Locust Street 42° 30′ 25″ N, 90° 40′ 17″ W | Dubuque                | 82002617 |
| 9        | Diamond Jo Boat Store and Office                                    |      | 1977                | Jones Street Ecke Water Street 42° 29′ 35″ N, 90° 39′ 32″ W | Dubuque                | 77000512 |
| 10       | Dubuque Brewing and Malting Company                                 |      | 1978                | 30th Street Ecke Jackson Street 42° 31′ 34″ N, 90° 40′ 46″ W | Dubuque                | 77001564 |
| 11       | Dubuque Casket Company                                              |      | 2006                | 1798 Washington Street 42° 30′ 36″ N, 90° 39′ 57″ W | Dubuque                | 06000003 |
| 12       | Dubuque City Hall                                                   |      | 1972                | 59 West 13th Street 42° 30′ 18″ N, 90° 40′ 7″ W | Dubuque                | 72000472 |
| 13       | Dubuque County Courthouse                                           |      | 1971                | 720 Central Avenue 42° 30′ 2″ N, 90° 39′ 53″ W | Dubuque                | 71000298 |
| 14       | Dubuque County Jail                                                 |      | 1972                | 36 East 8th Street 42° 30′ 5″ N, 90° 39′ 52″ W | Dubuque                | 72000473 |
| 15       | Dubuque Freight House                                               |      | 1979                | East 3rd Street Extension 42° 29′ 49″ N, 90° 39′ 39″ W | Dubuque                | 79003693 |
| 16       | Dubuque Millworking Historic District                               |      | 2008                | White Street, Jackson Street und Elm Street zwischen der East 6th Street und der East 11th Street 42° 30′ 8″ N, 90° 39′ 39″ W                                                                                 | Dubuque                | 08001030 |
| 17       | Dubuque Star Brewery                                                |      | 2007                | 500 East Fifth Street 42° 29′ 55″ N, 90° 39′ 31″ W | Dubuque                | 07000348 |
| 18       | Dubuque Trading Post-Village of Kettle Chief Archeological District |      | 1988                | | südöstlich von Dubuque | 88002665 |
| 19       | Dubuque YMCA Building                                               |      | 2002                | 125 West 9th Street 42° 30′ 6″ N, 90° 40′ 0″ W | Dubuque                | 01001541 |
| 20       | Julien Dubuque Bridge                                               |      | 1999                | Querung des U.S. Highway 20 über den Mississippi 42° 29′ 30″ N, 90° 39′ 17″ W | Dubuque                | 99001034 |
| 21       | Julien Dubuque Monument                                             |      | 1988                | An der Mündung des Catfish Creek in den Mississippi innerhalb der Mines of Spain State Recreation Area 42° 28′ 7″ N, 90° 38′ 46″ W                                                                            | Dubuque                | 88002662 |
| 22       | Epworth School                                                      |      | 2004                | 310 West Main Street 42° 26′ 44″ N, 90° 56′ 6″ W | Epworth                | 04000340 |
| 23       | Fenelon Place Elevator                                              |      | 1978                | 512 Fenulon Place 42° 29′ 47″ N, 90° 40′ 9″ W | Dubuque                | 78001215 |
| 24       | Four Mounds Estate Historic District                                |      | 2002                | 4900 Peru Road 42° 33′ 17″ N, 90° 40′ 39″ W | Dubuque                | 01001487 |
| 25       | Four Mounds Site                                                    |      | 2000                | | Dubuque                | 00001076 |
| 26       | Garland House                                                       |      | 1983                | 1090 Langworthy Street 42° 29′ 37″ N, 90° 40′ 37″ W | Dubuque                | 83000353 |
| 27       | German Bank                                                         |      | 1978                | 342 Main Street 42° 29′ 49″ N, 90° 39′ 53″ W | Dubuque                | 78001216 |
| 28       | Grand Opera House                                                   |      | 2002                | 135 8th Street 42° 30′ 6″ N, 90° 39′ 56″ W | Dubuque                | 02001029 |
| 29       | Haberkorn House and Farmstead                                       |      | 1980                | Westlich von Sherrill 42° 36′ 24″ N, 90° 49′ 21″ W | Sherrill               | 80001449 |
| 30       | Mathias Ham House                                                   |      | 1976                | 2241 Lincoln Avenue 42° 31′ 52″ N, 90° 39′ 1″ W | Dubuque                | 76000764 |
| 31       | Charles T. Hancock House                                            |      | 1986                | 1105 Grove Terrace 42° 30′ 10″ N, 90° 40′ 17″ W | Dubuque                | 86000741 |
| 32       | Ora Holland House                                                   |      | 1986                | 1296 Mount Mt. Pleasant Street 42° 30′ 34″ N, 90° 40′ 59″ W | Dubuque                | 86001613 |
| 33       | Hollenfelz House                                                    |      | 1977                | 1651 White Street 42° 30′ 30″ N, 90° 40′ 5″ W | Dubuque                | 77000513 |
| 34       | Holy Ghost Catholic Historic District                               |      | 2011                | 2887-2921 Central Avenue 42° 31′ 26″ N, 90° 40′ 46″ W | Dubuque                | 11000661 |
| 35       | Interstate Power Company Building                                   |      | 2008                | Main Street Ecke West 10th Street 42° 30′ 9″ N, 90° 40′ 5″ W | Dubuque                | 08000328 |
| 36       | Jackson Park Historic District                                      |      | 1986                | Abgegrenzt durch 17th Street, Iowa Street, 10th Street, 9th Street, Bluff Street und Montrose Terrace 42° 30′ 21″ N, 90° 40′ 12″ W                                                                            | Dubuque                | 86002102 |
| 37       | Kelley House                                                        |      | 1978                | 274 Southern Avenue 42° 29′ 7″ N, 90° 39′ 51″ W | Dubuque                | 78001217 |
| 38       | Zephaniah Kidder House                                              |      | 1978                | 206 1st Avenue 42° 26′ 47″ N, 90° 55′ 44″ W | Epworth                | 78001218 |
| 39       | Langworthy Historic District                                        |      | 2004                | Abgegrenzt durch Langworthy Street, West 3rd Street, Melrose Terrace und Hill Street sowie West 5th Street, Alpine Street und Walnut Street zwischen Solon Street und 5th Street 42° 29′ 42″ N, 90° 40′ 40″ W | Dubuque                | 04000813 |
| 40       | Langworthy House                                                    |      | 1975                | 1095 West 3rd Street 42° 29′ 42″ N, 90° 40′ 45″ W | Dubuque                | 75000685 |
| 41       | Lincoln School                                                      |      | 1975                | Vier Meilen nördlich von Farley 42° 29′ 24″ N, 90° 59′ 7″ W | Farley                 | 75000687 |
| 42       | Lock and Dam No. 11                                                 |      | 2004                | 11 Lime Street 42° 32′ 3″ N, 90° 38′ 44″ W | Dubuque                | 04000171 |
| 43       | T. Ben Loetscher House                                              |      | 1989                | 160 South Grandview Avenue 42° 29′ 25″ N, 90° 41′ 2″ W | Dubuque                | 89001777 |
| 44       | McMahon House                                                       |      | 1976                | 800 English Lane 42° 28′ 48″ N, 90° 40′ 19″ W | Dubuque                | 76000765 |
| 45       | Mines of Spain Area Rural Community Archeological District          |      | 1988                | | Dubuque                | 88002663 |
| 46       | Mines of Spain Lead Mining Community Archeological District         |      | 1988                | | Dubuque                | 88002664 |
| 47       | Mines of Spain Prehistoric District                                 |      | 1988                | | Dubuque                | 88002666 |
| 48       | Mount Saint Bernard Seminary and Barn                               |      | 1974                | 10336 Military Road 42° 26′ 36″ N, 90° 41′ 36″ W | Dubuque                | 74000784 |
| 49       | Old Chapel Hall                                                     |      | 1983                | 2050 University Avenue 42° 29′ 55″ N, 90° 41′ 34″ W | Dubuque                | 83000355 |
| 50       | Old Main Historic District                                          |      | 1983                | Main Street zwischen 1st Street und 4th Street 42° 29′ 47″ N, 90° 39′ 53″ W | Dubuque                | 83000356 |
| 51       | Orpheum Theatre and Site                                            |      | 1972                | 405 Main Street 42° 29′ 52″ N, 90° 39′ 55″ W | Dubuque                | 72000474 |
| 52       | Johann Christian Frederick Rath House                               |      | 1977                | 1204 Mt. Loretta Avenue 42° 29′ 4″ N, 90° 40′ 29″ W | Dubuque                | 77000514 |
| 53       | Redstone                                                            |      | 1976                | 504 Bluff Street 42° 29′ 49″ N, 90° 40′ 3″ W | Dubuque                | 76000766 |
| 54       | George W. Rogers Company Shot Tower                                 |      | 1976                | Commercial Street Ecke River Front 42° 30′ 1″ N, 90° 39′ 18″ W | Dubuque                | 76000767 |
| 55       | Roshek Brothers Department Store                                    |      | 2010                | 250 West 8th Street 42° 30′ 1″ N, 90° 40′ 8″ W | Dubuque                | 10000076 |
| 56       | Round Barn                                                          |      | 1986                | 2810 Cascade Road 42° 28′ 24″ N, 90° 42′ 27″ W | Dubuque                | 86001425 |
| 57       | Saint Boniface Church                                               |      | 1999                | 7401 Columbus Street 42° 33′ 3″ N, 91° 6′ 54″ W | New Vienna             | 99001207 |
| 58       | Saint Luke’s United Methodist Church                                |      | 1998                | 1199 Main Street 42° 30′ 13″ N, 90° 40′ 9″ W | Dubuque                | 98000387 |
| 59       | Sauser-Lane House                                                   |      | 1983                | 101 2nd Avenue 42° 17′ 52″ N, 91° 0′ 43″ W | Cascade                | 83000354 |
| 60       | John and Marie (Palen) Schrup Farmstead Historic District           |      | 2009                | 10086 Lake Eleanor Road 42° 25′ 24″ N, 90° 39′ 35″ W | Dubuque                | 09000713 |
| 61       | Security Building                                                   |      | 2006                | 800 Main Street 42° 30′ 4″ N, 90° 40′ 1″ W | Dubuque                | 06000681 |
| 62       | Sherrill Mount House                                                |      | 2002                | 5259 South Mound Road 42° 36′ 15″ N, 90° 47′ 33″ W | Sherrill               | 02000760 |
| 63       | J.H. Thedinga House                                                 |      | 1976                | 340 West 5th Street 42° 29′ 51″ N, 90° 40′ 4″ W | Dubuque                | 76000768 |
| 64       | Town Clock Building                                                 |      | 2002                | 823-25 Main Street 42° 30′ 4″ N, 90° 40′ 2″ W | Dubuque                | 01001488 |
| 65       | Upper Main Street Historic District                                 |      | 2005                | 1000-1100 Main Street 42° 30′ 12″ N, 90° 40′ 7″ W | Dubuque                | 05000275 |
| 66       | Washington Mill Bridge                                              |      | 1998                | Brücke der Creek Branch Lane über den Lytle Creek 42° 18′ 15″ N, 90° 46′ 49″ W | Bernard                | 98000788 |
| 67       | Washington Park                                                     |      | 1977                | Abgegrenzt durch 6th Street, 7th Street, Bluff Street und Locust Street 42° 29′ 57″ N, 90° 40′ 5″ W | Dubuque                | 77000515 |
| 68       | West Eleventh Street Historic District                              |      | 2004                | Abgegrenzt zwischen Grove Terrace, Loras Boulevard, Wilbur Street und Walnut Street 42° 30′ 9″ N, 90° 40′ 25″ W                                                                                               | Dubuque                | 04000814 |
| 69       | Western Hotel                                                       |      | 1976                | Südöstlich von Holy Cross am U.S. Highway 52 42° 35′ 36″ N, 90° 58′ 52″ W | Holy Cross             | 76000769 |
| 70       | William M. Black (Bagger)                                           |      | 1962                | 2nd Street East 42° 29′ 44″ N, 90° 39′ 37″ W | Dubuque                | 98000787 |
| 71       | Ziepprecht Block                                                    |      | 2002                | 347-53 Central Avenue 42° 30′ 21″ N, 90° 39′ 59″ W | Dubuque                | 02001541 |